# Marcella Althaus-Reid

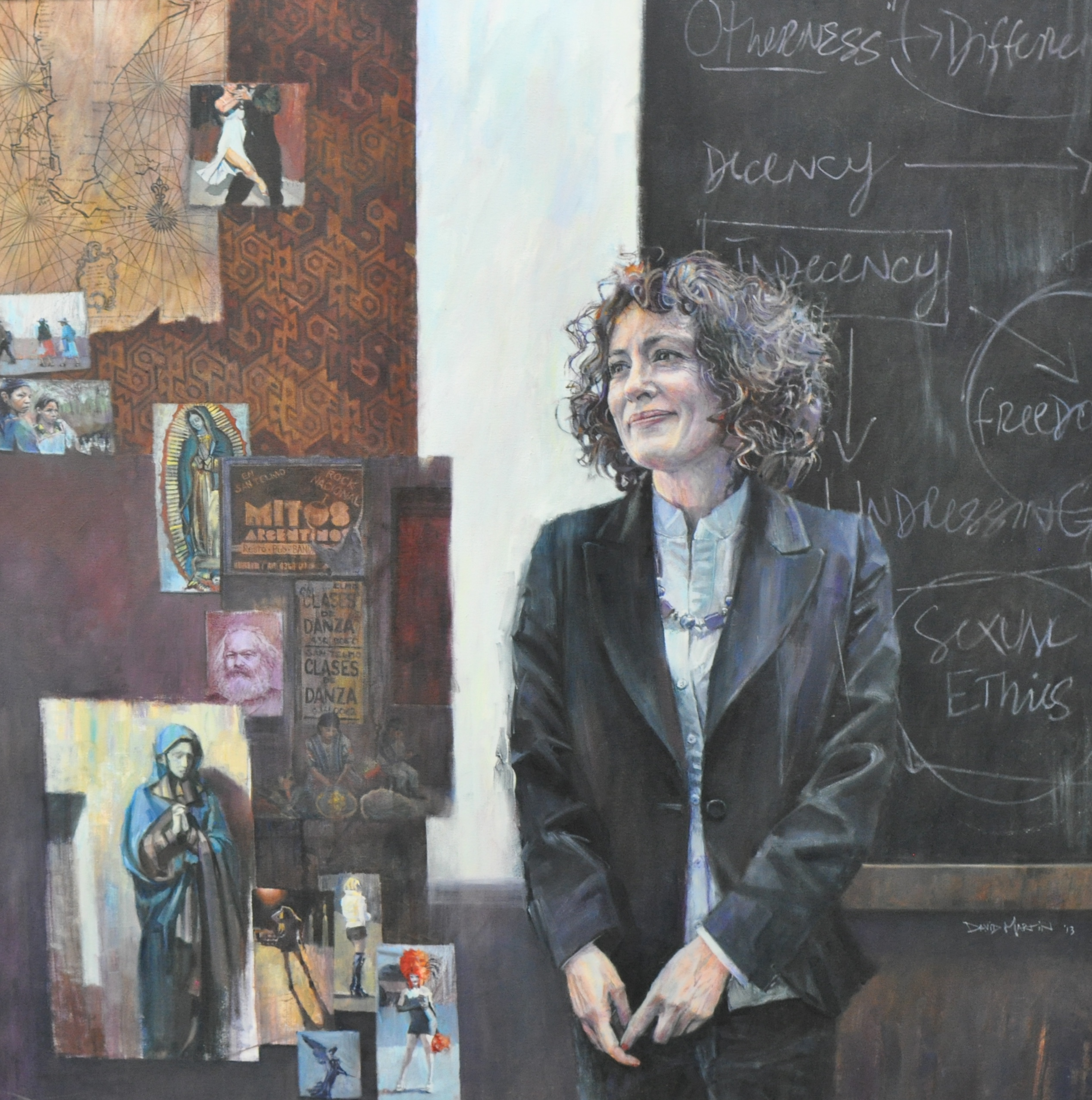
Marcella Althaus-Reid

Marcella María Althaus-Reid (* 11. Mai 1952 in Rosario, Argentinien, als Marcella María Althaus; † 20. Februar 2009 in Edinburgh, Schottland) war eine argentinisch-britische Theologin und Autorin.

## Leben
Althaus-Reid legte ihr Erstes Theologisches Examen am ISEDET ab, dem Instituto Superior Evangélico de Estudios Teológicos, einer ökumenischen, auf Befreiungstheologie ausgerichteten theologischen Bildungseinrichtung in Buenos Aires.
Sie kam nach Schottland, um in einem Armenviertel von Dundee Gemeinwesenarbeit nach dem Modell von Paulo Freire zu organisieren. Ihren PhD erhielt sie von der Universität St Andrews mit einer Dissertation über den Einfluss von Paul Ricœur auf die Methodik der Befreiungstheologie.
Althaus-Reid war zu ihrer Zeit die einzige weibliche Professorin für Theologie an einer schottischen Universität und die erste an der Universität Edinburgh. Schwerpunkte der Arbeit von Althaus-Reid waren: Befreiungstheologie, feministische Theologie und Queer-Theologie. Althaus-Reid war Mitherausgeberin des Journals Studies in World Christianity: The Edinburgh Review of Theology and Religion und regelmäßige Autorin der internationalen theologischen Zeitschrift Concilium.
Marcella Althaus-Reid starb am 20. Februar 2009 an einem langjährigen Krebsleiden im Marie Curie Hospice in Edinburgh.

## Schriften (Auswahl)
- Indecent Theology. Theological Perversions in Sex, Gender and Politics. Routledge, London 2000.
- The Queer God. Routledge, London 2003.
- From Feminist Theology to Indecent Theology. SCM, London 2004.
- Queer Theology. A Primer (mitherausgegeben von Lisa Isherwood).
- From Liberation Theology to Indecent Theology – the Trouble with Normality in Theology. In: Ivan Petrella (Hrsg.): Latin American Liberation Theology – The Next Generation Orbis Books, New York 2005.